# Beni Aïssi
Beni Aïssi (în arabă بنى عيسى) este o comună din provincia Tizi Ouzou, Algeria.
Populația comunei este de 7.628 de locuitori (2008).